# Устав Свердловской области
Устав Свердловской области — основной закон Свердловской области. На основании статьи 66 Конституции Российской Федерации (данная статья гласит, что статус области определяется Конституцией Российской Федерации и уставом области, принимаемым законодательным (представительным) органом соответствующего субъекта Российской Федерации), устанавливает статус, предметы ведения и полномочия Свердловской области. Определяет структуру государственной власти Свердловской области.

## Первый Устав Свердловской области (с 1994 года по 2010 год)
Первый Устав Свердловской области был принят Свердловской областной думой 25 ноября 1994 года (Областной закон от 05.12.1994 № 13-ОЗ «Об Уставе Свердловской области»), действовал до вступления нового Устава Свердловской области от 23 декабря 2010 года № 105-ОЗ (отдельные положения утратили силу только с 1 декабря 2011 года). Был рекомендован как один из вариантов модельного Устава другим субъектам Российской Федерации.

### Структура
Структура состояла из 2 разделов: основной и «Переходные положения». К декабрю 2010 года во втором разделе действовала только одна часть первой статьи, остальные утратили силу согласно принятым изменениям.
Первый раздел состоял из 16 глав и 130 статей.
Названия глав первого раздела:
1. Основные положения
2. Человек и государственная власть
3. Предметы ведения и полномочия Свердловской области
4. Законодательная власть
5. Исполнительная власть
6. Судебная власть
7. Законодательство Свердловской области
8. Законность, правопорядок и безопасность граждан
9. Государственная гражданская служба Свердловской области
10. Административно-территориальное устройство и территория
11. Местное самоуправление
12. Собственность и свобода экономической деятельности
13. Финансы Свердловской области
14. Образование, наука и культура
15. Социальная защита населения, защита семьи, материнства, отцовства и детства, охрана здоровья граждан, охрана окружающей среды
16. Внесение изменений в Устав Свердловской области

### Поправки
Изменения в первый Устав Свердловской области вносились областными законами:
- от 13.03.1995 № 6-ОЗ «О внесении изменений в статью 2 Переходных положений Устава Свердловской области»;
- от 22.02.1996 № 9-ОЗ «О внесении изменений в статью 33 пункта 2 Устава Свердловской области»;
- от 11.07.1996 № 25-ОЗ «О внесении изменений в пункт 5 статьи 67 Устава Свердловской области»;
- от 12.03.1997 № 8-ОЗ «О внесении дополнения в статью 31 Устава Свердловской области»;
- от 22.04.1999 № 8-ОЗ «О внесении изменений и дополнений в статьи 32 и 34 Устава Свердловской области»;
- от 22.04.1999 № 9-ОЗ «О внесении изменений в статьи 33, 34, 42, 45 И 49 Устава Свердловской области»;
- от 22.01.2001 № 1-ОЗ «О внесении изменений в главу 3 Устава Свердловской области»;
- от 02.04.2001 № 31-ОЗ «О внесении изменений в главу 2 Устава Свердловской области»;
- от 23.07.2001 № 45-ОЗ «О внесении изменений в отдельные статьи Устава Свердловской области»;
- от 28.11.2001 № 51-ОЗ «О внесении изменений в пункт 3 статьи 30, пункт 3 статьи 52, пункт 4 статьи 60, пункты 1, 2 статьи 75 Устава Свердловской области»;
- от 27.12.2001 № 78-ОЗ «О внесении изменения в пункт 4 статьи 45 Устава Свердловской области»;
- от 22.02.2002 № 4-ОЗ «О внесении изменений в главу 6 Устава Свердловской области»;
- от 25.06.2002 № 20-ОЗ «О внесении изменения в часть вторую пункта 2 статьи 39 Устава Свердловской области»;
- от 27.07.2002 № 23-ОЗ «О внесении изменений в статьи 41 и 46 Устава Свердловской области»;
- от 10.06.2003 № 15-ОЗ «О внесении изменений и дополнений в отдельные статьи Устава Свердловской области»;
- от 22.11.2004 № 174-ОЗ «О внесении изменений в Устав Свердловской области»;
- от 25.11.2004 № 188-ОЗ «О внесении изменений в статьи 31, 41, 46, 51, 52, 55, 57 и 84 Устава Свердловской области»;
- от 27.12.2004 № 210-ОЗ «О внесении изменений в Устав Свердловской области»;
- от 28.03.2005 № 13-ОЗ «О внесении изменений в Устав Свердловской области»;
- от 18.01.2006 № 1-ОЗ «О внесении изменений в статьи 14, 34, 38, 41, 42, 43 и 87 Устава Свердловской области»;
- от 19.02.2010 № 13-ОЗ «О внесении изменений в Устав Свердловской области»;
- от 10.06.2010 № 39-ОЗ «О внесении изменений в Устав Свердловской области»;
- от 23.12.2010 № 105-ОЗ «Устав Свердловской области».

## Действующий Устав Свердловской области (с 2011 года)
Весной 2010 года началась разработка концепции нового Устава Свердловской области. По сравнению с ранее действовавшим Уставом были внесены следующие принципиальные изменения:
- переход к однопалатному Законодательному собранию Свердловской области;
- отмена ротации депутатов с интервалом в 2 года;
- избрание депутатов по партийным спискам в едином общеобластном округе и по одномандатным избирательным округам;
- увеличение срока полномочий депутатов и Губернатора Свердловской области с четырёх до пяти лет.

В окончательной редакции действующий Устав Свердловской области был принят Областной Думой Законодательного Собрания Свердловской области 30 ноября 2010 года, одобрен Палатой Представителей Законодательного Собрания Свердловской области 16 декабря 2010 года и 23 декабря 2010 года был подписан тогдашним Губернатором Свердловской области А. С. Мишариным. Устав Свердловской области вступил в силу с 3 января 2011 года.

### Структура
Структура состоит из Преамбулы и 17 глав, включающих в себя 121 статью.
В Преамбуле провозглашается, что
Законодательное Собрание Свердловской области, действуя от имени граждан России, проживающих на территории Свердловской области, сознавая свою ответственность перед Россией и народом, исходя из принципа равноправия субъектов Российской Федерации и необходимости сохранения исторически сложившегося государственного единства Российской Федерации, признавая права и свободы человека и гражданина как высшие ценности, стремясь обеспечить достойную жизнь, гражданский мир и согласие, основываясь на Конституции Российской Федерации, принимает настоящий Устав — основной закон Свердловской области.
Непосредственно структуру Устава Свердловской области можно отобразить следующим образом:
- Преамбула
- Глава 1. Основные положения (статьи 1—15)
- Глава 2. Человек и государственная власть (статьи 16—21)
- Глава 3. Предметы ведения и полномочия Свердловской области (статьи 22—28)
- Глава 4. Законодательная власть (статьи 29—41)
- Глава 5. Исполнительная власть (статьи 42—54)
- Глава 6. Судебная власть (статьи 55—57)
- Глава 7. Законодательство Свердловской области (статьи 58—70)
- Глава 8. Законность, правопорядок, общественная безопасность (статьи 71—73)
- Глава 9. Государственные должности Свердловской области и государственная гражданская служба Свердловской области (статьи 74—82)
- Глава 10. Административно-территориальное устройство и границы Свердловской области (статьи 83—85)
- Глава 11. Местное самоуправление в Свердловской области (статьи 86—92)
- Глава 12. Государственная собственность Свердловской области. Свобода экономической деятельности (статьи 93—96)
- Глава 13. Финансы Свердловской области (статьи 97—105)
- Глава 14. Образование, наука и культура (статьи 106—109)
- Глава 15. Социальная защита населения, защита семьи, материнства, отцовства и детства, охрана и укрепление здоровья граждан, охрана окружающей среды (статьи 110—115)
- Глава 16. Внесение изменений в Устав Свердловской области (статьи 116—117)
- Глава 17. Заключительные и переходные положения (статьи 118—121)

### Поправки
Изменения в Устав Свердловской области внесены областными законами:
- от 23.05.2011 № 29-ОЗ «О внесении изменений в Устав Свердловской области»;
- от 09.11.2011 № 121-ОЗ «О внесении изменений в Устав Свердловской области»;
- от 20.06.2012 № 54-ОЗ «О внесении изменений в Устав Свердловской области»;
- от 08.04.2013 № 31-ОЗ «О внесении изменений в Устав Свердловской области»;
- от 29.10.2013 № 102-ОЗ «О внесении изменений в Устав Свердловской области»[4];
- от 19.12.2013 № 126-ОЗ «О внесении изменений в Устав Свердловской области»[5];
- от 30.06.2014 № 56-ОЗ «О внесении изменений в Устав Свердловской области»[6];
- от 25.12.2015 № 168-ОЗ «О внесении изменений в Устав Свердловской области»[7];
- от 07.06.2016 № 54-ОЗ «О внесении изменений в Устав Свердловской области»[8];
- от 17.10.2016 № 86-ОЗ «О внесении изменений в Устав Свердловской области»[9];
- от 19.12.2016 № 134-ОЗ «О внесении изменений в Устав Свердловской области»[10];
- от 21.07.2017 № 75-ОЗ «О внесении изменений в Устав Свердловской области»[11].